# Tim Minchin
Timothy David Minchin AM (* 7. Oktober 1975 in Northampton, England, Vereinigtes Königreich), bekannt als Tim Minchin, ist ein australisch-britischer Komiker, Schauspieler, Musiker und Vertreter der Skeptikerbewegung.

## Leben
Tim Minchin wurde in Northampton, Vereinigtes Königreich geboren und wuchs in Perth, Western Australia auf. Bereits im Alter von acht Jahren begann er, Klavierspielen zu lernen, gab es aber nach drei Jahren wieder auf. Erst nachdem er anfing, gemeinsam mit seinem Bruder Dan Musikstücke zu schreiben, entwickelte er wieder Interesse an diesem Instrument. Minchin studierte an der University of Western Australia Englisch und Theater und graduierte 1995 als Bachelor of Arts. Er begann anschließend ein Studium der zeitgenössischen Musik an der Western Australian Academy of Performing Arts, welches er 1998 erfolgreich beendete. 2013 verlieh ihm seine Alma Mater die Ehrendoktorwürde. Seit 2014 lebt Minchin zusammen mit seiner Frau Sarah in Los Angeles. Sie haben eine Tochter, Violet (* 2006 in London), und einen Sohn, Caspar (* 2009).

## Musik
Minchin kombiniert bei seinen Auftritten humoristische Lieder, die er mit Klaviermusik unterlegt, mit kurzen Einschüben von Stand-Up-Comedy. Er tritt stets barfuß, mit wildem Haar und starkem Augen-Make-up auf. Thematisch reichen seine Lieder von Gesellschaftssatire über Sex-Fetische bis zu seinen eigenen gescheiterten Rock-Star-Ambitionen. Einen besonderen Stellenwert nehmen religiöse Themen ein. Minchin, selbst Atheist, ist der Meinung, dass es für Religion als eine der stärksten und einflussreichsten Kräfte der Welt keine satirischen Grenzen geben dürfe.
Minchins Karriere begann 1998 nach seinem Studienabschluss. Er komponierte zunächst Musik für Dokumentationen und fürs Theater. 2000 schrieb er das Musical Pop, in welchem er auch selbst mitspielte. 2001 erschien seine erste CD Sit, zusammen mit seiner Band Timmy the Dog. Diese hatte jedoch nur geringen Erfolg. 2002 zog Minchin von Perth nach Melbourne, blieb dort aber anfangs erfolglos. Erst 2005 gelang ihm mit seiner ersten Show Darkside der Durchbruch. Es folgten die Shows So Rock (2006) und Ready For This? (2008). Im Jahr 2010 bot er seine Single The Pope Song kostenlos zum Download an.
2011 unternahm er eine Tournee mit dem Heritage Orchestra. Bei den Konzerten in der Royal Albert Hall in London wurde sein viertes Livealbum aufgenommen. 2012 übernahm er die Rolle des Judas Iskariot in der Arena-Tournee des Musicals Jesus Christ Superstar.
Tim Minchin schrieb die Musik für das Musical Matilda, das im Dezember 2010 von der Royal Shakespeare Company uraufgeführt wurde. Sein zweites Musical, Groundhog Day, basiert auf dem Film Und täglich grüßt das Murmeltier und wird seit April 2017 im August Wilson Theatre am Broadway gespielt.

## Diskografie

### Alben
- 2001: Sit (mit Band Timmy the Dog)
- 2005: Darkside
- 2006: So Rock
- 2009: Ready For This? (Live aus der Queen Elizabeth Hall, London)
- 2011: Matilda – The Musical. Original Cast Recording
- 2011: Tim Minchin and the Heritage Orchestra
- 2017: Groundhog Day. The Musical. Original Broadway Cast Recording
- 2020: Apart Together
- 2025: Time Machine

### Kompilationen
- 2005: Laugh-a-poolooza

### Singles
- 2008: Drowned
- 2009: White Wine In the Sun
- 2010: The Pope Song
- 2016: Come Home (Cardinal Pell)

### Videoalben
- 2007: So Live (nur in Australien erschienen)
- 2008: So F**king Rock Live (nur im Vereinigten Königreich erschienen)
- 2008: Rock n Roll Nerd: The Tim Minchin Story
- 2009: Ready For This? (nur in Australien erschienen)
- 2009: So F**king Rock Live (Special Edition, nur im Vereinigten Königreich erschienen)
- 2010: Ready For This? Live (nur im Vereinigten Königreich erschienen)
- 2010: Live at the Hammersmith Apollo (nur im Vereinigten Königreich erschienen)
- 2011: Tim Minchin and the Heritage Orchestra – Live at the Royal Albert Hall

## Filmografie
- 2008: Rock N Roll Nerd
- 2009: Two Fists, One Heart
- 2010: The Lost Thing (Kurzfilm)
- 2013: Californication (Fernsehserie, 10 Episoden)
- 2015: The Secret River (Fernsehserie)
- 2018: Robin Hood
- 2019–2022: Upright (Fernsehserie, 16 Episoden)
- 2021: Peter Hase 2 – Ein Hase macht sich vom Acker (Peter Rabbit 2: The Runaway, Stimme)
- 2021: Zurück ins Outback (Back to the Outback, Stimme)
- 2022: Roald Dahls Matilda – Das Musical (Roald Dahl’s Matilda the Musical)
- 2023: Arkie und die Stadt des Lichts (Scarygirl, Stimme)

## Auszeichnungen
- 2005: Melbourne International Comedy Festival: Directors’ Choice Award für Dark Side
- 2005: Edinburgh Festival Fringe: Perrier Comedy Award, Bester Newcomer
- 2005: Melbourne International Comedy Festival: The Groggy Squirrel Critics’ Award
- 2007: U.S. Comedy Arts Festival: Bester Alternative Act
- 2009: Helpmann Awards, Bester Comedy Performer
- 2009: Green Room Awards, Cabaret: Bester Künstler
- 2010: Chortle Awards, Best Music of Variety Act
- 2011: Theatre Award UK: Best Musical Production für Matilda (Musik/Text von Minchin)
- 2017: Olivier Award: Best New Musical für Groundhog Day[8]
- 2021 Richard-Dawkins-Award[9]

## Kritik
2005 bekam ein Auftritt Tim Minchins in Edinburgh eine schlechte Kritik im Guardian, die suggerierte, Minchin solle geteert und gefedert werden. Drei Jahre später führte er ein Lied über den namentlich genannten Kritiker Phil Daoust auf, in dem er grausamen Gewaltphantasien freien Lauf ließ und den Familienangehörigen des Kritikers den Tod wünschte. Der Kritiker hat, zu einer Stellungnahme aufgefordert, erwidert, dass er das Lied nicht gehört habe und dass sein Leben dafür zu kurz sei. Immerhin habe er sich zu Rezensionszwecken schon eine ganze Show von Minchin anhören müssen.